# Helen Levitt
Helen Levitt (New York, 31 augustus 1913 - aldaar, 29 maart 2009) was een Amerikaans fotografe. Zij was vooral bekend als straatfotografe.
Levitt leerde op zichzelf fotograferen door te werken voor een commercieel fotograaf. Nadat zij gefascineerd was geraakt door de straatkrijttekeningen van de New Yorkse kinderen, kocht zij zich een Leica en begon de tekeningen en de kinderen die ze maakten te fotograferen. De foto's kenden veel succes, toen ze in 1987 gepubliceerd werden in In The Street: chalk drawings and messages, New York City 1938–1948.
In 1938 en 1939 studeerde zij bij Walker Evans. In 1943 was Edward Steichen commissaris van haar eerste tentoonstelling in het Museum of Modern Art. Nadien werd zij persfotografe. Op het einde van de jaren 1940 was zij korte tijd regisseur van een korte film die zij samen met James Agee maakte , "In the Street". In 1959 en 1960 kreeg zij een beurs van de Guggenheimstichting om kleurenfoto's te maken van de New Yorkse straten. Veel kleurenfoto's uit de jaren zestig werden in 1970 ontvreemd bij een inbraak in haar appartement. In 1976 werd zij "Photography Fellow" van het National Endowment for the Arts. Zij werkte ook voor film en maakte een aantal documentaire films.

## Gepubliceerde fotoverzamelwerken van Levitt
- Levitt, Helen, Agee, James (1989). A Way of Seeing: Third Edition. Duke University Press [1965]. ISBN 9780822310051.
- Levitt, Helen (1987). In the Street: Chalk Drawings and Messages, New York City, 1938-1948. Duke University Press. ISBN 0822307715.
- Levitt, Helen, Hambourg, Maria Morris and Phillips, Sandra S. (1991). Helen Levitt. San Francisco Museum of Modern Art. ISBN 0918471222.
- Levitt, Helen, Oles, James (1997). Helen Levitt: Mexico City. W. W. Norton & Company. ISBN 0393045498.
- Levitt, Helen, Prose, Francine (2001). Crosstown. powerHouse Books. ISBN 1576871037.
- Levitt, Helen, Gopnik, Adam (2004). Here and There. powerHouse Books. ISBN 1576871657.
- Levitt, Helen, Szarkowski, John (2005). Slide Show: The Color Photographs of Helen Levitt. powerHouse Books. ISBN 9781576872529.
- Levitt, Helen, Evans, Walker (2008). Helen Levitt. powerHouse Books. ISBN 9781576874295.

## Filmografie
- In the Street (1948)
- The Quiet One (1948)
- The Savage Eye (1960)
- The Balcony (1963)
- In the Year of the Pig (1968)
- The End of an Old Song (1972)